# Never Be Afraid Again
Never Be Afraid Again är en låt av sångaren Christian Walz, släppt som singel år 2005. Det är den andra singeln att släppas från sångarens album Paint By Numbers.

## Listor
| Lista             | List-position |
| ----------------- | ------------- |
| Sverigetopplistan | 27            |
| Nederländerna     | 100           |